# Талуд-Таблеро
Талуд-Таблеро — архитектурный стиль мезоамериканских индейцев. Относящиеся к нему постройки состоят из платформы-структуры (таблеро) и наклонённой внутрь поверхности или панели (талуд) на вершине. Термин также может означать наклонно-панельный стиль.
Талуд-Таблеро часто использовался при строительстве пирамид, которые относят к периоду доколумбовой Месоамерики. Присутствовал во многих городах и культурах, но в значительной степени связан с культурой Теотиуакана центральной Мексики, где он являлся доминирующим архитектурным стилем.
Наиболее ранние образцы Талуд-Таблеро находят в более ранних конструкциях в области Тласкала-Пуэбла.
Множество различных вариантов этого стиля были распространены по Месоамерике, его разработка и реализация осуществлялась по-разному между различными культурами. В некоторых случаях, например в майяском городе Тикаль, введение архитектуры Талуд-Таблеро в раннем классическом периоде указывает на прямой контакт с Теотиуаканом и возможное господство или завоевание данной территории его жителями. Тем не менее формы контакта в других городах не так хорошо задокументированы и, вероятно, включают торговые и культурные контакты.